# Школа Авалон
«Школа Авалон» (англ. Avalon High) — оригінальний фільм Disney Channel 2010 року з Грегґом Салкіним, Брітт Робертсон, Джої Полларі та Девоном Греєм у головних ролях. Фільм заснований на однойменній книзі американської письменниці Мег Кебот 2005 року. Прем'єра відбулася 12 листопада 2010 року в США, 22 січня 2011 року — в Австралії та Новій Зеландії і 28 січня 2011 року — у Великій Британії.

## Сюжет
Еллі Пеннінгтон, донька двох знавців середньовічної літератури, вступає до Школи Авалон і бере участь у постановці легенди про короля Артура. Еллі знайомиться з різними новими людьми, які згодом виявляють реінкарнаціями персонажів із легендарного Камелота. Вона дружить із двома хлопцями: квотербеком Віллом, швидше за все, реінкарнацією Артура, і Майлзом, який має психічні спалахи і, швидше за все, є реінкарнацією чарівника Мерліна. Є також третій хлопець, Марко — зведений брат Вілла, — якого Еллі вважає перевтіленням лицаря Мордреда та має намір убити Артура (Вілла), що відправить світ в альтернативну темну епоху.

## Акторський склад
- Брітт Робертсон — Еллі Пеннінгтон / Король Артур
- Грегг Салкін — Вільям Ваґнер / Лицар
- Джої Полларі — Майлз / Мерлін
- Девон Грей — Марко Кемпбелл
- Моллі Квінн — Дженніфер / Ґвіневера
- Крістофер Таварес — Ленс Бенвік / Ланселот
- Стів Валентайн — містер Мур / Мордред
- Дон Лейк — містер Пеннінгтон
- Інгрід Парк — місис Пеннінгтон
- Крейг Голл — тренер Баркер
- Ентоні Інгрубер — Шон
- Джошуа Орол — Юлу

## Виробництво
Зйомки проходили в Окленді, Нова Зеландія, на Studio West, з 3 травня по 3 червня 2010 року. як місце для бойових сцен у повній броні використовувався Бетеллс-Біч. Для виробництва фільму компанія Mechnology Visual Effects створила 134 кадри з візуальними ефектами.

## Сприйняття
Прем'єру фільму подивилися 3,8 мільйона глядачів.